# Estratto di lievito
L'estratto di lievito è un prodotto trasformato costituito da componenti solubili di cellule di lievito senza una parete cellulare. 

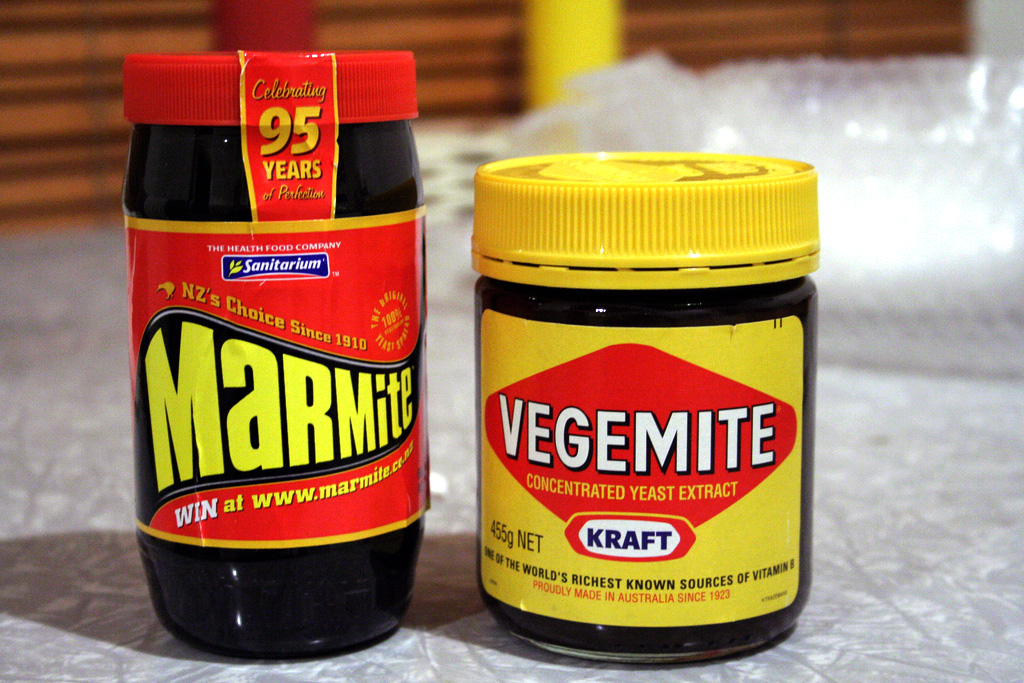
Estratto di lievito

L'estratto di lievito è ampiamente utilizzato negli aromi alimentari, ad esempio in zuppe, salse e piatti pronti, come integratore vitaminico, additivo e ingrediente nutritivo.
È l'ingrediente principale della famosa crema spalmabile australiana Vegemite e britannica Marmite.

## Contenuto

### Acido glutammico
Gli estratti di lievito e gli alimenti fermentati contengono acido glutammico, un amminoacido che si aggiunge al sapore umami. L'acido glutammico si trova nella carne, formaggio, nei funghi e nelle verdure, come broccoli e pomodori. Numerose altre sostanze presenti nell'estratto di lievito forniscono aromi, alcuni simili a quelli della carne, quando vengono lasciate reagire al calore.
Le cellule di lievito vengono riscaldate fino alla loro rottura, quindi gli enzimi digestivi delle cellule scompongono le loro proteine in composti più semplici, un processo chiamato autolisi. 
Le pareti cellulari insolubili quindi vengono separate mediante centrifuga, filtrate e solitamente essiccate a spruzzo.
Gli estratti di lievito in forma liquida possono essere essiccati fino a ottenere una pasta leggera o una polvere secca. Questo non è lo stesso del lievito alimentare, che è costituito da cellule intatte non direttamente idrolizzate e di conseguenza hanno un sapore più leggero.